# Булдырья
Булдырья — посёлок в Чердынском районе Пермского края. Входит в состав Ныробского городского поселения.

## Географическое положение
Расположен на левом берегу реки Берёзовая напротив места впадения в неё реки Немыд, примерно в 47 км к северо-востоку от центра поселения, посёлка Ныроб, и в 94 км к северо-востоку от районного центра, города Чердынь.

## Население
| 2010 |
| ---- |
| 111  |

## Улицы[2]
- Зелёная ул.
- Клубная ул.
- Лесная ул.
- Набережная ул.
- Центральная ул.

## Топографические карты
- Лист карты P-40-115,116 Валай. Масштаб: 1 : 100 000. Состояние местности на 1982 год. Издание 1988 г.